# C.J. Gardner-Johnson
Chauncey Gardner-Johnson (Cocoa, Florida, 20 de diciembre de 1997), más conocido como C.J. Gardner-Johnson, es un jugador profesional estadounidense de fútbol americano que se desempeña en la posición de safety en Houston Texans, equipo de la National Football League (NFL).

## Carrera universitaria
Como estudiante de primer año en Florida, Gardner-Johnson apareció en los 14 partidos, siendo titular en los últimos siete partidos de la temporada. Durante el Outback Bowl de 2017, Gardner-Johnson realizó dos tacleadas y dos intercepciones, una de las cuales fue regresada para un touchdown contra Iowa. Fue nombrado MVP de la Outback Bowl. Durante su segunda temporada, Gardner-Johnson fue titular en los 11 partidos. Antes de su temporada junior, Gardner-Johnson fue trasladado a la posición de nickelback. El 26 de noviembre de 2018, Gardner-Johnson anunció que renunciaría a su último año de elegibilidad y se declararía para el draft de la NFL de 2019.

## Carrera profesional
Fue seleccionado en la cuarta ronda en la Reunión Anual de Selección de Jugadores de la NFL de 2019. Hizo su debut profesional con el equipo New Orleans Saints, en el cual jugó cuatro temporadas (2019-2022), después pasó a Philadelphia Eagles (2022-2023), luego a Detroit Lions (2023-2024). Actualmente juega en Philadelphia Eagles.